# Wild Seed
Wild Seed es el segundo trabajo de Morten Harket lanzado el 4 de septiembre de 1995 con la ayuda del sencillo de éxito A Kind Of Christmas Card lanzado un mes antes aproximadamente.
Wild Seed se grabó en inglés. Pero nunca se convirtió en un lanzamiento internacional (sólo Alemania y Japón recibieron el álbum).
Gracias a este trabajo, Morten empieza a componer sus propias canciones. Gracias a A Kind Of Christmas Card se consolida la posición de Morten como artista solista y compositor.
Los dos grandes colaboradores de Morten en este trabajo son Håvard Rem y Ole Sverre Olsen.
A pesar de no ser un lanzamiento internacional, Wild Seed logra lo que su antecesor, Poetenes Evangelium no consiguió: se convirtió en un gran éxito, registrándose en Noruega una cifra de ventas de más de 160.000 copias vendidas.

## Listado de temas
Wild Seed ofrece 12 grandes temas variados. Estos son:
1. "A Kind Of Christmas Card" (4:06) Morten Harket / Håvard Rem
2. "Spanish Steps" (4:07) Morten Harket / Håvard Rem / Torstein Flakne
3. "Half In Love Half In Hate" (4:45) Morten Harket / Ole Sverre Olsen
4. "Brodsky Tune" (4:23) Letra: poema de Joseph Brodsky / Música y estribillo: Morten Harket
5. "Wild Seed" (4:48) Morten Harket
6. "Los Angeles" (4:26) Morten Harket / Håvard Rem
7. "East-Timor" (4:12) Morten Harket / Håvard Rem / Henning Kramer Dahl / Geir Kolbu
8. "Lay Me Down Tonight" (2:17) Morten Harket / Håvard Rem
9. "Tell Me What You See" (4:50) Morten Harket / Håvard Rem
10. "Stay" (3:29) Morten Harket / Håvard Rem
11. "Lord" (3:46) Morten Harket / Håvard Rem
12. "Ready To Go Home" (4:33) Andrew Gold / Graham Gouldman

## Créditos
- Producción:
  - Producido por: Christopher Neil.

- Músicos:
  - Morten Harket: voz.
  - Øyvind Madsen: bajo.
  - Per Lindvall y Paolo Vinnaocla: batería.
  - Kjetil Bjerkestrand: programación batería, bajo sintetizador, órgano de iglesia en Ila Trondheim (pista 12).
  - Eyvind Aarset y Frode Alnaes: guitarras.
  - Vertavo Quartet: secuenciadores.
  - Berit Varnes y Øyvor Voll: violín.
  - Hennige Batnes: viola.
  - Bjorg Varnes: chelo.
  - Bendik Hofseth: saxofón.
  - Torstein Flakne: coros (pista 2).

## Promoción

### Sencillos
- 1995: A Kind Of Christmas Card
- 1996: Spanish Steps
- 1996: Los Angeles

### Vídeos musicales
- 1995: "A Kind Of Christmas Card".
- 1996: "Spanish Steps".
- 1996: "Time Will Pronounce (Brodsky Tune)".

- Datos: Q1934782